# 藍鼎元
藍鼎元（1680年9月19日—1733年8月1日），字玉霖，別字任菴，號鹿洲，福建省漳州府漳浦縣人。生於康熙十九年，卒於雍正十一年。藍鼎元出身書香世家，其父祖皆是當地有名望的儒士。父親藍斌精通理學，但屢科不第；藍鼎元十歲喪父，家境艱苦，靠母以女紅度日。自幼聰穎好學，清康熙末年，藍鼎元隨堂兄南澳總兵藍廷珍入台平定朱一貴之亂，事後，百餘宗族、兵員未返，落腳阿里港（今屏東縣里港鄉）墾荒開發。雍正間特授廣東普寧知縣，再兼署潮陽知縣，寫下了斷案過程，即《鹿洲公案》（藍公案）。潮州府知府胡恂邀其編纂府志。後受兩廣總督鄂彌達懇邀入幕，並再受鄂的舉薦，特授為署廣州府知府。雍正十一年（1733年）夏到任月餘，即卒於官，年僅54歲。今日里港藍家為其後人。較著名的有藍世聰。

## 生平
藍鼎元自幼聰穎，生性好學，勤苦自勵。年少名列童子試榜首，頗得當地督學賞識。十七歲時，泛舟遊歷閩浙、廣東沿海，「自謂此行所得者多，人莫能喻也。」從此眼界大開，識見愈增，然時運不濟，屢次赴試不第。漳浦知縣陳四明邀集知名學者講學，指導制藝、詩歌、古文等科試之學，至康熙四十二年（1703）拔童子試第一，而為時人所重。先後受知於福建學政沈涵、福建巡撫張伯行，巡撫張伯行稱讚藍鼎元是「經世之良材」。清康熙四十六年（1707年），藍鼎元應張伯行之聘，到福州鰲峰書院，擔任講學及與同鄉蔡世遠共同纂訂先儒諸書。兩年後，辭聘歸家，在家鄉教書和著述，因「念祖父母春秋高，母亦漸衰，辭歸侍養」。自此，在家閉門苦讀十一年。

### 平台史記
康熙五十七年間（1718年）。其堂兄藍廷珍升任南澳總兵，便道返鄉，論及鎮守南澳事宜，藍鼎元乃上書數千言，直指「南澳一鎮，為天南第一重地，是閩、粵兩省門戶」，「鎮南之法，以搜捕賊艘為先」，如果「上偷安則下怠惰，營伍廢弛則士卒弱，將帥素屍則盜賊恣」，「願兄無以開府滿盈，……抖擻精神，勤勞哨緝，一洗向來鎮弁積玩逡巡畏縮之習」，又於書中條陳七大要務以供參酌。佐幕期間上言南、北路文武駐紮要害，官兵營汛添設更置，臺鎮不可移澎湖，哨船之舵繚斗椗各兵必不可換，羅漢門、郎嬌、檳榔林、阿猴林不可棄等，均受閩浙總督覺羅滿保的允行。巨細靡遺，「洞若觀火」，令廷珍「大奇之」。
康熙六十年（1721），朱一貴起事反清，藍廷珍奉令平台，藍鼎元受邀隨行，於是來台參與戎幕。時年四十一歲。留台年餘，藍廷珍倚為左右手，凡軍中往來文書手札，皆出其手；軍務備防諸事，無不參與；「出入風濤戎馬間，羽檄紛馳，下筆千萬言立就」。為治理台灣出謀劃策，撰《平台紀略》一卷，又遍歷台灣西部各地，熟悉全台地理情形，遂能協助藍廷珍調度指揮順暢，料敵如神，迅速平定全台。由於在台期間，於地方利病，無所不用其心，常與廷珍「兄弟相對，竟日念念地方，不知其苦也」，因此藍廷珍稱讚他：「昔范文正公作秀才，以天下為己任，予弟玉霖，其庶幾乎！」。

### 對台貢獻
藍鼎元於經濟時務處處留心，不僅竭力主張在半線（今彰化市）以北設縣添兵，更主張在竹塹（今新竹市）地區增置兵防，設官治理，他以為「竹塹埔寬長百里，……闢田疇，可得良田數千頃，歲增民榖數十萬」；「恢恢郡邑之規模，當半線、淡水之中間，又為往來孔道衝要。即使半線設縣，距竹塹尚二百四十里，不二十年，此處又將作縣。流移開墾，日增日眾；再二十年，淡水八里坌又將作縣(置淡水廳)。氣運將開，非人力所能過抑，必當因其勢而利導之。」所以「大聲疾呼，不啻舌敝穎禿」。藍鼎元精熟台灣歷史，入台後全面考察台灣社會、政治、經濟、軍事的現實和地理、風俗、信仰、教化等等方面的情況。他最早提出了對台灣進行綜合治理，促進台灣走向文治社會的具體措施，即十九事：「信賞罰，懲訟師，除草竊，治客民，禁惡欲，儆吏胥，革規例，崇節儉，正婚嫁，興學校，修武備，嚴守御，教樹畜，寬租賦，行墾日，復官庄」，其中「恤澎民，撫士番，招生番。」等尤為切中治台時務。
藍鼎元全面系統提出治理、經營台灣的理論體系，被當時和此後的治台者所借鑒採用。《平台紀略》是藍鼎元在台一年餘返鄉撰寫，直到乾隆五十二年〈1787年〉，乾隆還下手諭：「朕披閱藍鼎元所著《東征集》，其言大有可採，著常青、李侍堯購取詳閱，於辦理善後時，將該處情形細加察核。如其書內所討論各倏，有與見在《事宜》確中利弊者，不妨參酌採擇，俾經理海疆，事事悉歸盡善。」被乾隆譽為『籌臺宗匠』。
清政府曾對移民實行施琅提倡的渡臺禁令，禁止攜眷赴臺，該政策造成臺灣人口大亂，性別比失衡，男子多，女子極寡，青壯年拓荒者成家困難，是個嚴重的社會問題，康熙四十一年（1702年），藍鼎元對此給予極大關注。在《東征集》與《論臺灣事宜書》中，他列舉了移民「皆丁壯力農，無妻室，無老耆幼稚」，「一莊有家室者百不得一」等大量嚴酷事實，建議：「欲赴台耕種者必帶有眷口，方許給照載渡，編甲安插。台民有家屬在內地，願搬取渡台完聚者，許縣呈給照赴內地搬取，文武汛口不得留難。」雍正九年（1731年），清政府實行憑照攜眷入台政策，就是出自藍鼎元等官員的建議。

### 清初名吏
雍正繼位後（1723），下詔選拔全國學行兼優之士入太學，藍鼎元以優貢生被選進京。清廷也在本年採納他的建議增設彰化縣於半線，同時設置淡水廳稽查大甲溪以北防務、兼管彰化捕務。使其主張終得實現。雍正三年，藍鼎元奉派校書內廷，分修《大清一統志》，其史才遂為朝廷「內臣」所重。
雍正五年（1727年），經大學士朱軾讚譽藍鼎元才能，薦引他朝見雍正皇帝引薦，獲雍正帝召見，藍鼎元條奏經理臺灣、河漕、兼資、海運、鳳陽民俗土田、黔蜀疆域六件時務，深得雍正賞識，授予廣東普寧知縣，再兼署潮陽知縣。
藍鼎元到任後力精圖治，革除吏敝，興學校、正風俗、秉公辦案，深獲民間愛戴。平反冤獄，嚴懲歹徒，令行禁止，吏治嚴明。藍鼎元還致力於復興學校，親自課經書，取締邪教，在潮陽改邪教祠為棉陽書院，盡力改善民俗風尚，深受百姓稱頌。藍鼎元秉性亢直，剛正不阿。
雍正六年（1728年），藍鼎元因「豁免漁船例金」，以仵上官「違忤監司」，被羅織罪名，革職入獄。幸得當地士民為其鳴冤，潮州知府和總督郝玉麟、巡撫鄂彌達等多方協助，保釋出獄。藍鼎元請求歸休，鄂彌達更為他上書申明受冤始末，遂於雍正十一年（1733）奉詔進京召見，命其署理廣州知府，並聘請他編纂《潮州府志》。

### 逝世
藍鼎元於雍正十一年（1733）五月間到任，僅月餘、便因病遽然亡故。年僅五十四歲。藍鼎元一生清廉，過世時家中貧困，鄂彌達及上官、同僚等「憐其貧」，集資以助，才得歸葬家鄉。

## 家族
- 藍鼎元、藍廷珍族兄弟二人雖以征台而來台，功在清廷而留惠台灣。藍氏源流之一出自於河南縣汝南郡，近年調查研究源流之二，藍廷珍、藍鼎元等藍氏一族，乃是清朝東南地區少數民族「畬族」的族裔。其族人隨藍廷珍來台後，留台灣墾殖者頗多。藍廷珍的裔孫定居台中一帶；藍鼎元亦有長子藍雲錦留台開墾定居屏東阿里港（現稱里港鄉）一帶，藍家古厝即為在台藍家一世祖藍雲錦所建。[5]

有子六人。

## 著作
- 《大清一統志》參與纂修
- 著作：
  - 《藍鹿洲集》
  - 《修史試筆》
  - 《東集》6卷(藍鼎元為藍廷珍擬寫的公檄、書稟、條陳、告諭的輯成)
  - 《平臺紀略》1卷(附奏疏)
  - 《鹿洲初集》20卷
  - 《女學》6卷
  - 《棉陽學準》5卷
  - 《鹿洲公案》2卷
  - 《潮州府志》等書傳世。
- 《清史稿》中都有立傳，清《四庫全書》中收錄藍鼎元專著。

## 外部連結
[在维基数据编辑]
 在维基文库阅读此作者作品（ 在维基共享资源阅览影像）
 《清史稿·卷477》，出自趙爾巽《清史稿》